# دوميترو سوتشيانو
كان دوميترو إيون سوتشيانو، (بالرومانية: Dumitru Ion Suchianu) الذي غالبًا ما يُختصر إلى دي آي سوتشيانو أو دي آي أس (2 سبتمبر 1895 - 17/18 أبريل 1985)، كاتب مقالات رومانيًا ومترجمًا واقتصاديًا ومنظرًا سينمائيًا، كما اشتُهر أيضًا بمشاركته في المجال السياسي. تعرّف سوتشيانو، بصفته ابنًا لمعلم ومحرر أرمني متميز وزوجته الاشتراكية الرومانية، على الكاتب إيون لوكا كاراجيالي، الذي زار منزل طفولته وأصبح مصدر إلهام له. التحق بالمدرسة الثانوية الداخلية بمدينة ياش في العقد الأول من القرن العشرين، وتكوّنت علاقة وثيقة ودائمة بينه وبين ميهاي راليا (كان عالمًا اجتماعيًا وصحفيًا ثقافيًا وشخصية سياسية رومانية). ذهب الشابان للدراسة معًا في جامعة باريس، حيث حصلا على أوراق اعتمادهما بوصفهما علماء اجتماع ومفكرين سياسيين. تزوج راليا كذلك من إيوانا أخت سوتشيانو. ارتبطت حياتهما المهنية بمجلة «الحياة الرومانية»)، التي أصدرها معلمهم جارابيت إبرييليانو. اكتسب سوتشيانو شهرته بمجلة الحياة الرومانية وصحيفة الحقيقة، وكذلك باعتباره مجادلًا وناقدًا وكاتبًا. تناولت كتاباته المبكرة مجموعة متنوعة من الموضوعات، بدءًا من السير الذاتية السياسية والشؤون العالمية إلى التاريخ القانوني، وهو الموضوع الذي شغله أيضًا خلال ولاياته المتعاقبة في المجلس التشريعي. انخرط، بعد عام 1927، بشكل مباشر في التوجيه الأيديولوجي والجمالي للسينما الرومانية، وذلك بوصفه كاتب عمود، ومؤرخًا سينمائيًا، ورقيبًا، ومنتجًا.
أقام سوتشيانو علاقات مع الحزب الشيوعي الروماني السري خلال فترة عمله في صحيفة «الكلمة الحرة» على الرغم من انتقاده العلني للماركسية. كما واصل تشجيع المفكرين الشيوعيين والدفاع عنهم بعد توليه منصب المحرر المشارك لمجلة الحياة الرومانية عام 1937، إلا أنه أثار الجدل خصوصًا عبر تصريحاته الإيجابية حول حركة الحرس الحديدي الفاشية. وقع الاختيار عليه هو وراليا من قبل الملك الدكتاتوري كارول الثاني، للعمل ضمن جبهة النهضة الوطنية، وذلك في عام 1938. قام سوتشيانو بدمج مناصبه في وزارة العمل، التي كان يرأسها ميهاي راليا، ووزارة الدعاية لإنشاء برنامج ترفيهي جماهيري من أجل الطبقة العاملة الرومانية، وهو الجزء السينمائي من حزمة الترفيه. زار ألمانيا النازية وإيطاليا الفاشية بحثًا عن الإلهام، موضحًا أنه لا يزال لا يؤيد الفاشية الكاملة لرومانيا.
أقال رئيس الوزراء أيون جيجورتو سوتشيانو في نهاية المطاف، في منتصف عام 1940، مع إرسال المدعين العموميين للتحقيق معه بدعوى الاتهام بالاختلاس. طال أمد تلك الحالة من عدم اليقين خلال فترة حكم دولة الفيلق الوطني الفاشية الشمولية، التي أنشأتها حركة الحرس الحديدي الفاشية                                                                                                                                                                               في 1940-1941، ثم في السنوات الأولى لنظام يون أنتونيسكو. لم يُقدم سوتشيانو للمحاكمة أبدًا، وسمح له أنتونيسكو في النهاية بالسفر في جميع أنحاء أوروبا، التي يحتلها النازيون، وهو ما جعله عرضة للاتهام بالتواطؤ مع دول المحور.
صرح سوتشيانو بأنه دعم سًرا الاتحاد السوفيتي وشارك كذلك بشكل مباشر في انقلاب أغسطس 1944 الذي أطاح بأنتونيسكو. واصل التحول نحو اليسار في مجلة الحياة الرومانية، مع الطبعة الجديدة التي صدرت في الفترة 1944-1948، بينما شارك أيضًا في العمل الدعائي للحزب الشعبي الوطني المناهض للفاشية، وكذلك لكتلة الأحزاب الديمقراطية التابعة للحزب الشيوعي. تخلى عن نشاطه الصحفي مع نشوء النظام الشيوعي عام 1948، وانسحب من النشاط الأدبي نهائيًا حتى عام 1956، حيث سُجن أيضًا لفترة من الوقت، وربما كان ذلك وسيلة لضمان امتثال راليا السياسي. عندما عاود سوتشيانو الظهور، كان يعمل مترجمًا وناقدًا سينمائيًا فحسب، ما أكسبه تميزًا خاصًا، وتأثيرًا دائمًا بين جمهور القراء ولا سيما في مجال النقد السينمائي. شنت مقالاته دفاعًا أكاديميًا عن إرضاء الجماهير في هوليوود ضد الأفلام التجريبية، وتداخلت مع ذكريات عاطفية خاصة بعصر الأفلام الصامتة.
احتفى النقاد في أواخر العهد الشيوعي بسوتشيانو بوصفه الشخصية المؤسسة للنقد السينمائي الروماني، كما عرفوه في بعض الأحيان بأنه طالب زميل الماركسية اللينينية، على الرغم من أنه كان بالفعل ناقدًا للرقابة الشيوعية بصفة عامة. أصبحت آرائه النقدية للشيوعية معروفة للجمهور من خلال المقابلات التي أجراها في الثمانينيات مع الكاتب والناقد جريد مودورسيا، في النسخة غير الخاضعة للرقابة التي نُشرت بعد ثورة 1989. كان سوتشيانو ممارسًا متحمسًا لمختلف الألعاب الرياضية ومدربًا معتمدًا للتزلج، وقد اكتسب شهرة إضافية بسبب طول عمره وخفة حركته التي حافظ عليها جيدًا، حيث عاش أكثر من راليا بـ20 عامًا. توفي عن عمر يناهز 89 عامًا، واستمر في الكتابة حتى أيامه الأخيرة.